# Learjet 85
Learjet 85 – prototypowy, kanadyjski samolot dyspozycyjny, zaprojektowany w należącej do Bombardier Aerospace firmie Learjet. W 2015 roku program budowy samolotu został wstępnie zawieszony, a następnie w całości zakończony.

## Historia
Program budowy nowego samolotu dyspozycyjnego został oficjalnie ogłoszony 30 października 2007 roku. Miała być to pierwsza tej klasy maszyna w portfolio Bombardiera, w której konstrukcji zamierzano wykorzystać w bardzo dużym stopniu materiały kompozytowe. Rok później, w październiku 2008 roku, na odbywającej się w Orlando na Florydzie konferencji National Business Aviation Association zaprezentowano model przyszłego samolotu, oznaczonego jako Learjet 85. W 2008 roku firma dysponowała zamówieniami na prawie 60 maszyn Learjet 85. W produkcję komponentów mieli być zaangażowani również dostawcy spoza macierzystych zakładów Bombardiera. 21 października 2010 roku w Meksyku, w obecności prezydenta kraju, Felipe Calderóna, uroczyście otwarto nowy zakład produkcyjny mający wytwarzać części do modelu 85. Inna wytwórnia, zlokalizowana w Belfaście w Irlandii Północnej, miała odpowiadać za produkcję elementów skrzydeł. Tymczasem kompozytowa konstrukcja nowego samolotu nastręczała dużych problemów technicznych, których efektem były narastające opóźnienia w realizacji programu budowy. Pierwsze dostawy nowego samolotu wstępnie planowane były na 2013 rok. Odwoływany i przesuwany oblot ukończonego pierwszego prototypu, odbył się ostatecznie 9 kwietnia 2014 roku w Wichita. Płatowiec, który otrzymał oznaczenie producenta LJ-200-1A10 (numer fabryczny 3001) i znaki rejestracyjne N851LJ spędził w powietrzu ponad 2 godziny, wznosząc się na wysokość 9000 metrów. Prototyp w swoim pierwszym locie osiągnął maksymalną prędkość 460 km/h. W styczniu 2015 roku, z powodu narastających problemów technicznych z budową samolotu, certyfikowaniem kompozytowej struktury płatowca oraz niewystarczającego do uruchomienia seryjnej produkcji nowego samolotu popytu na rynku lekkich, dyspozycyjnych samolotów odrzutowych, cały program budowy Learjeta 85 został zawieszony. Do tego czasu prototyp wykonał 70 lotów testowych. Skutkiem decyzji było zwolnienie około 1000 pracowników z zakładów w Meksyku i Wichita. 29 października 2015 roku oficjalnie zakończono cały program budowy Learjeta 85.

## Konstrukcja
Maszyna o konstrukcji kompozytowej, będąca wolnonośnym dolnopłatem z usterzeniem w kształcie litery T. Podwozie chowane, trójzespołowe, z przednim podparciem. Samolot dysponował elektrodystansowym układem sterowania.